# مكبث (فلم)
مكبث  (بالإنجليزية: Macbeth) هو فيلم دراما أنتج في المملكة المتحدة والولايات المتحدة، وقد صدر في سنة 2015. الفيلم من إخراج جستن كرزل وكتابة جيكب كاسكوف وتود لويزو. من بطولة مايكل فاسبندر وماريون كوتيار واليزابيث ديبيكي وشون هاريس وبادي كونسيدين. الفيلم مقتبسٌ من مسرحيةٍ لوليم شكسبير تحمل نفس الاسم، والتي تدور أحداثها حول الجنرال الاسكتلندي «مكبث» الذي اغتال الملك دنكن ليستولي على عرش اسكتلندا بدلاً عنه.

## معرض صور

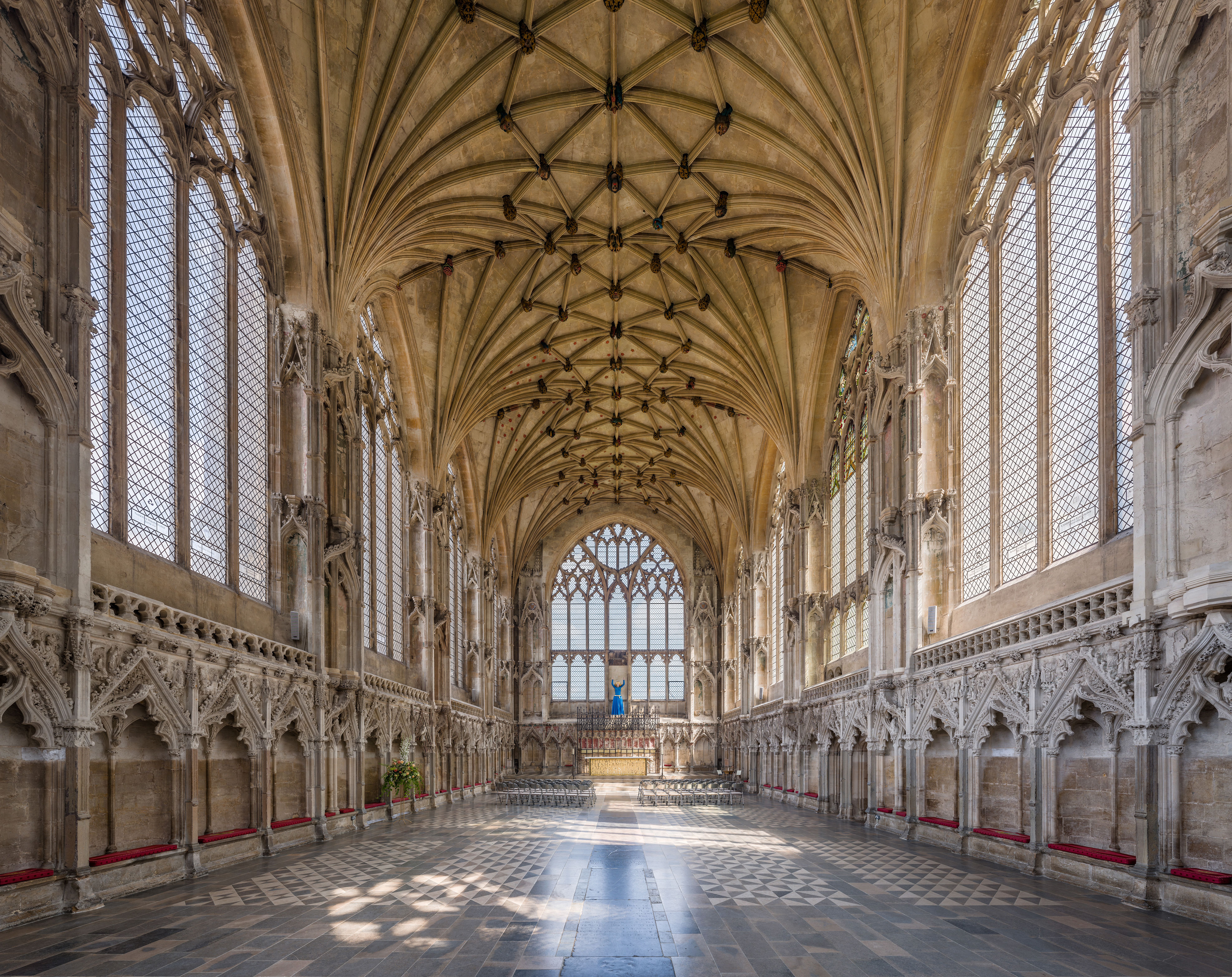
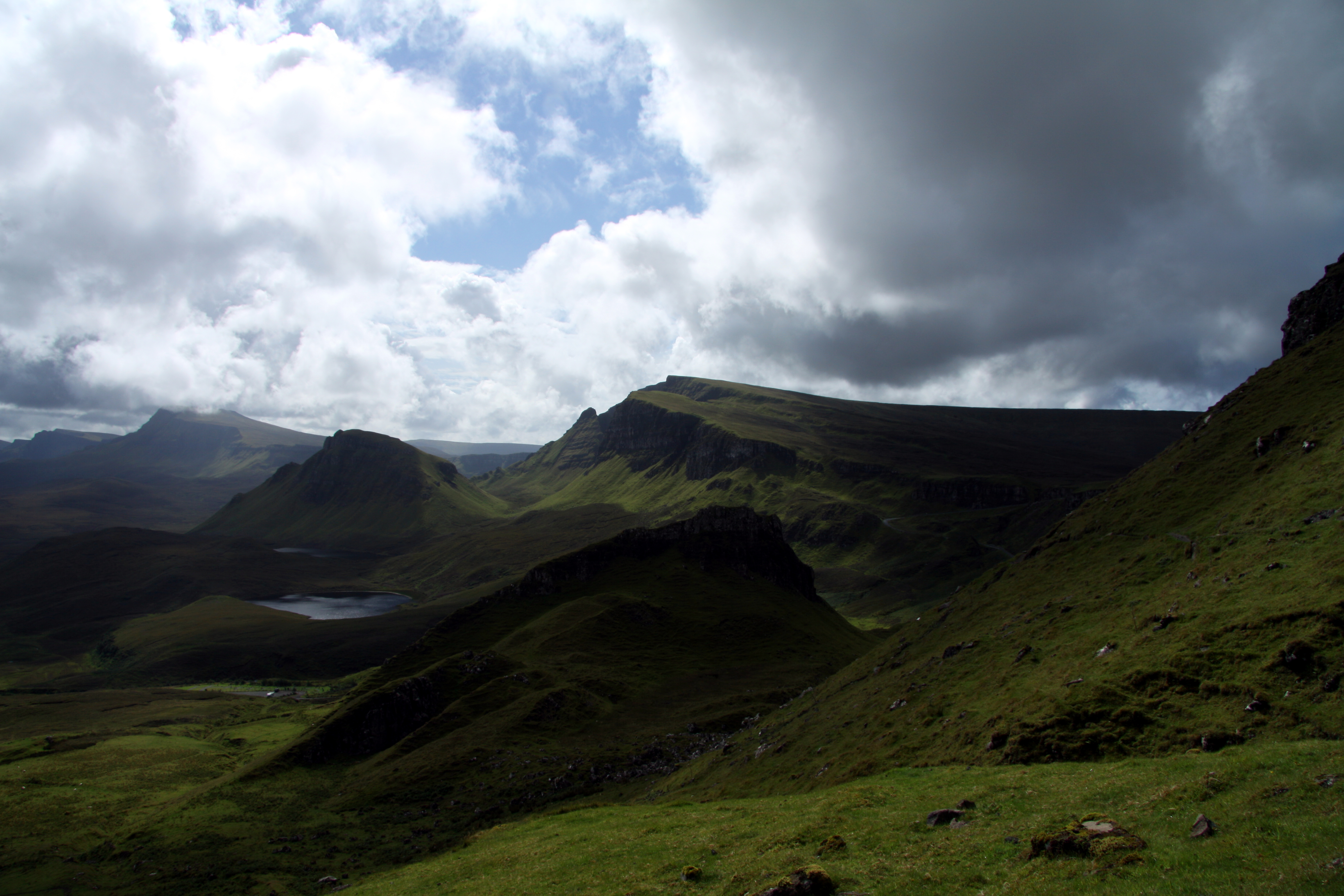
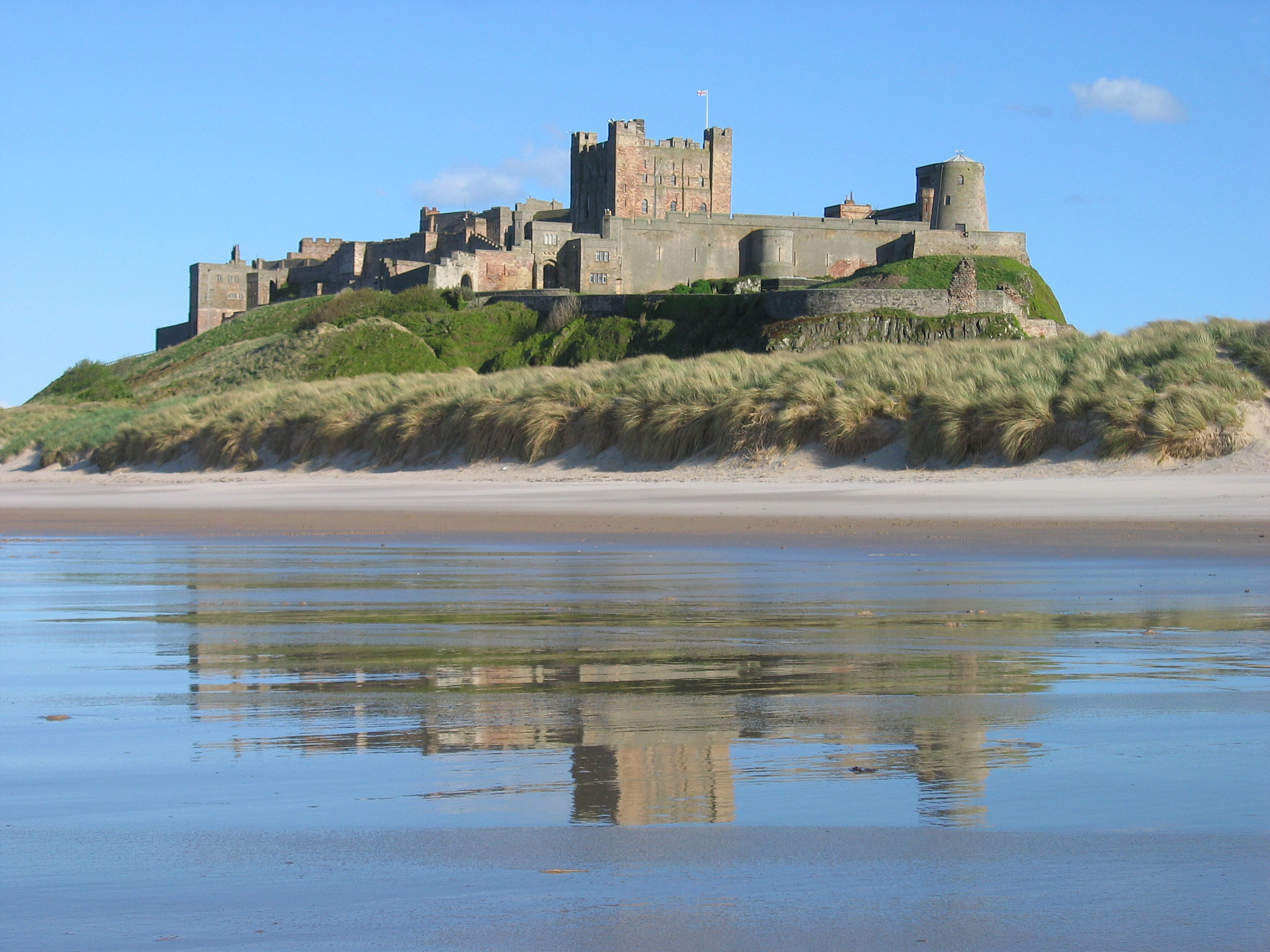

## طاقم التمثيل
- مايكل فاسبندر
- ماريون كوتيار
- اليزابيث ديبيكي
- شون هاريس
- بادي كونسيدين

## وصلات خارجية
- مكبث على موقع IMDb (الإنجليزية)
- مكبث على موقع ميتاكريتيك (الإنجليزية)
- مكبث على موقع روتن توميتوز (الإنجليزية)
- مكبث على موقع نتفليكس (الإنجليزية)
- مكبث على موقع قاعدة بيانات الأفلام العربية
- مكبث على موقع ألو سيني (الفرنسية)
- مكبث على موقع أول موفي (الإنجليزية)
- مكبث على موقع بوكس أوفيس موجو (الإنجليزية)
- مكبث على موقع فيلمافينيتي (الإسبانية)
- مكبث على موقع قاعدة بيانات الأفلام السويدية (السويدية)